# Лампада

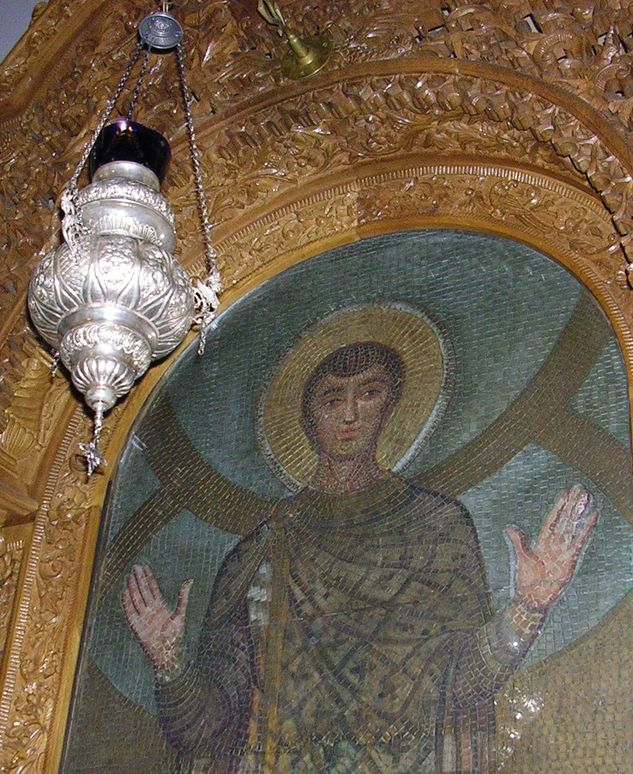
Лампада в базиліці Святого Димитрія

Лампа́да (з сер.-грец. λαμπάδα, від λαμπάς — «світильник, смолоскип») — світильник, що використовується в християнському богослужінні. Перші лампади використовувалися християнами для освітлення темних печер, в яких вони, побоюючись переслідування, здійснювали богослужіння. Надалі лампади стали важливою деталлю святкового і багатого оздоблення християнського храму.
Прообразом для християнської лампади послужила поширена в античному світі звичайна олійна лампа, що використовувалась не тільки в побуті, але і в релігійних цілях, що нарешті і перейняли християни.
У широкому сенсі «лампада» — це наповнений олією світильник, засвічуваний перед іконами або нагорі великих стаціонарних свічників. Символічне значення лампади — вічний вогонь віри в Христа, що розганяє темряву зла і зневіри.
У вузькому сенсі, лампада — великий переносний свічник, що виноситься дияконом або священиком під час малого і великого входів літургії, а також використовуваний при архієрейської служби. У православних богослужбових книгах, слово «лампада» вживається саме в цьому сенсі.